# Maxime Godart
Maxime Godart (Compiègne, Francia, 2 de octubre de 1999) es un actor francés.

## Biografía
Maxime Godart nació en Compiègne, Oise, Francia el 2 de octubre de 1999. Es hijo de Alexandre y Florence Godart.
Empezó a ir a clases de interpretación desde los ocho años en el centro cultural de Noyon. Fue elegido para interpretar el papel de Nicolás en la película El pequeño Nicolás junto a Valérie Lemercier, Kad Merad y un maravilloso elenco de actores como Germain Petit Damico y Charles Vaillant. 
Siguió el mismo año con un papel secundario en la película de Julien Rambaldi Los mejores amigos del mundo.

## Filmografía

### Películas
- 2009: El pequeño Nicolás - Nicolás[2][3][4]
- 2009: Los mejores amigos del mundo - Bruce

### Televisión
- 2010: Le grand restaurant - Charles